# Asphalt Xtreme
 (août 2017).
Si vous disposez d'ouvrages ou d'articles de référence ou si vous connaissez des sites web de qualité traitant du thème abordé ici, merci de compléter l'article en donnant les références utiles à sa vérifiabilité et en les liant à la section « Notes et références ».
Asphalt Xtreme (renommé Asphalt Xtreme: Rally Racing sur iOS et Android) est un jeu vidéo de course et de rallye, développé et édité par Gameloft et le deuxième jeu dérivé dans la série Asphalt. Le jeu est sorti sur iOS, Android, Windows Phone et Microsoft Windows le 27 octobre 2016.

## Développement
Le jeu est censé avoir le même moteur de physique que Asphalt 8: Airborne et Asphalt Nitro. Asphalt Xtreme est le premier jeu de course hors route de la série Asphalt. Dans la mise à jour Asphalt 8, à Rio, un easter egg apparaît dans un panneau publicitaire avec une affiche d'Asphalt Xtreme.
Lors de la Paris Games Week 2016, le jeu était jouable sur des tablettes dans le stand Canal+, qui est comme Gameloft une filiale de Vivendi.
En juillet 2017, Gameloft annonce l'interruption des mises à jour sur Windows Phone/10 Mobile. Ils disent ne pas avoir pris la décision avec plaisir et espèrent sincèrement pouvoir revenir sur la plateforme prochainement. À noter que les mises à jour sur Windows sont publiées après Android et iOS.
Fin 2017, le jeu est renommé Asphalt Xtreme: Rally Racing sur Android et iOS, tandis qu'il est n'est plus disponible sur Windows.

## Système de jeu

### Généralités
Le jeu vidéo présente une gamme de voitures de rallye, de camions monstres et d'une grande quantité de pistes enneigées et de saletés. L'interface visuelle, la vision angulaire de la caméra et la conception de véhicules du jeu ont une forte ressemblance visuelle avec les séries de jeux vidéo MotorStorm.
Alors que les contrôles sont identiques aux précédents jeux d'asphalte, la mécanique nitro est différente. Normalement, il existe trois "Segments" nitrés, et utilisant le nitro booster supplémentaire, le nombre de segments augmente à quatre. Le nitro parfait est renommé comme nitro long. Triple nitro active toutes les trois ou quatre barres en même temps pour une vitesse supplémentaire. Lorsque la course commence, les véhicules reçoivent 2 segments nitro. Différents types de véhicules acquièrent une augmentation à différents taux basés sur certains jeux, par exemple, les buggies obtiennent de grandes quantités de nitro pour effectuer des cascades aériennes, alors que les VUS effectuent des dérives pour maintenir leur dynamisme.
La mécanique du jeu de véhicules a également un effet sur le jeu. Les véhicules plus légers comme les buggys et les voitures de rallye sont en général aérodynamiques et élimineront facilement les cascades aériennes, tandis que les véhicules plus lourds comme les camions et les VUS luttent pour effectuer la même tâche et gagneront également moins de puissance en conséquence.
Le mode infecté a été transféré de Asphalt 8: Airborne, mais avec plusieurs modifications. Par rapport à Asphalt 8, il existe d'autres façons d'être infectés dans Asphalt Xtreme, mais les joueurs infectés commencent avec moins de temps infecté. Les joueurs sont maintenant en mesure d'étendre leur temps infecté en effectuant des cascades aériennes et à la dérive. En outre, lorsque la minuterie infectée s'écoule, les joueurs ne se détruit pas comme avec Asphalt 8: Airborne, mais plutôt perdent leur état Infecté et gagnent un réservoir plein de Nitro. Comme presque tous les jeux Gameloft, Asphalt Xtreme peut être joué avec des manettes des consoles connecté à Bluetooth ou branché avec des câbles (les manettes Bluetooth sont celles de la Xbox One, la PlayStation 4 et la PlayStation 3 et les manettes qui se joue avec des câbles sont celles de la Xbox 360.)

### Voitures et lieux de course
Il existe actuellement trente-cinq voitures autorisées dans Asphalt Xtreme. Les voitures sont divisées en cinq classes et sept catégories, et leur performance est déterminée par la fonction Classement, reportée à partir de l'Asphalte 8. Ces voitures comprennent l'Intimidateur Predator X-18 (Buggy, Classe D), le  Land Rover Defender (SUV, Classe D), le Chevrolet Silverado 2500HD (Pickup, Classe C), le Volkswagen Polo R (Rallye, Classe B) le Chevrolet 3100 (Monster Truck, classe A), le MAN TGX D38 (camions, classe A), et la Dodge Challenger SRT8 (muscle car, classe S).
Asphalt Xtreme dispose de sept emplacements différents à la sortie, ainsi que de sept autres sites à ajouter par le biais de mises à jour. Chaque emplacement comporte plusieurs pistes. Les sites disponibles sont initialement dans  Désert de Gobi (Mongolie), Phuket (Thaïlande), vallée du Nil (Égypte), Svalbard (Norvège) et Détroit (États-Unis). Les emplacements ajoutés par les mises à jour sont Alpes (Suisse), vallée de Coachella (USA), et le Népal.

## Bande-son
Tout comme Asphalt 8: Airborne, Asphalt Xtreme dispose d'une collection de bandes sonores autorisées.

## Accueil
- Gamezebo : 3,5/5[2]
- Pocket Gamer : 7/10[3]